# (300213) 2006 WC156
(300213) 2006 WC156 es un asteroide perteneciente al cinturón de asteroides, región del sistema solar que se encuentra entre las órbitas de Marte y Júpiter, descubierto el 22 de noviembre de 2006 por el equipo del Mount Lemmon Survey desde el Observatorio del Monte Lemmon, Arizona, Estados Unidos.

## Designación y nombre
Designado provisionalmente como 2006 WC156. 

## Características orbitales
2006 WC156 está situado a una distancia media del Sol de 3,102 ua, pudiendo alejarse hasta 3,240 ua y acercarse hasta 2,964 ua. Su excentricidad es 0,044 y la inclinación orbital 13,23 grados. Emplea 1995,99 días en completar una órbita alrededor del Sol.

## Características físicas
La magnitud absoluta de 2006 WC156 es 15,4. 